# Happiness (canción)
"Happiness" es una canción folktrónica del dúo inglés Goldfrapp para su cuarto álbum de estudio, Seventh Tree. Escrito y producido por Alison Goldfrapp y Will Gregory, fue lanzado como el segundo sencillo del álbum el 14 de abril de 2008.

## Vídeo Musical
El vídeo fue dirigido por Dougal Wilson. Presenta a un joven, vestido con traje blanco, brincando eufóricamente mientras camina en las calles de Addington Square en Camberwell, al Sur de Londres. El vídeo es un homenaje a la escena llamada "Street Dance" de la película musical "Small Town Girl" de 1953. Empieza con Alison Goldfrapp sentada en las escaleras frente a una puerta, seguido entra el joven de traje a la escena brincando. Alison Goldfrapp hace diversas apariciones, como una muchacha esperando el autobús, una policía, una vendedora de flores y una jardinera.

## Lista de canciones
UK CD 1
(Lanzado el 14 de abril de 2008)
1. "Happiness" (Sencillo) – 3:38
2. "Road to Somewhere" (Versión Acústica) – 3:48

UK CD 2
(Lanzado el 14 de abril de 2008)
1. "Happiness" (Beyond the Wizards Sleeve Re-Animation) – 7:49
2. "Monster Love" (Goldfrapp vs. Spiritualized) – 5:36
3. "Eat Yourself" (Yeasayer Remix) – 2:25

UK 7" CD
(Lanzado el 14 de abril de 2008; Edición Limitada)
A. "Happiness" (Sencillo) – 3:36
B. "Happiness" (Metronomy Remix con The Teenagers) – 4:08
UK iTunes EP #1
(Lanzado el 14 de abril de 2008)
1. "Happiness" (Sencillo) – 3:37
2. "Happiness" (Metronomy Remix con The Teenagers) – 4:10
3. "Happiness" (Beyond the Wizards Sleeve Re-Animation Edit) – 6:58
4. "Happiness" (En vivo en Union Chapel) – 4:42

UK iTunes EP #2
(Lanzado el 14 de abril de 2008)
1. "Happiness" (Sencillo) – 3:37
2. "Road to Somewhere" (Versión Acústica) – 3:49
3. "Monster Love" (Goldfrapp vs. Spiritualized) – 5:37
4. "Eat Yourself" (Yeasayer Remix) – 2:26

## Producción
- Alison Goldfrapp – Vocales
- Flood – Teclados
- Charlie Jones – Bajo
- Metro Voices – Coro
- Jenny O'Grady – Coro maestro
- Damon Reece – Percusión

## Charts
| Chart (2008)                    | Posición |
| ------------------------------- | -------- |
| Unión Europea (Hot 100 Singles) | 81       |
| Reino Unido (UK Singles Chart)  | 25       |